# Sulzbach (Taunus)
Sulzbach település Németországban, Hessen tartományban. Lakosainak száma 9340 fő (2023. december 31.).

## Népesség
A település népességének változása:
| Lakosok száma | 8937 | 8971 | 9178 | 9298 | 9340 |
|               | 2017 | 2019 | 2021 | 2022 | 2023 |